# Dansk Skolemuseum
Dansk Skolemuseum blev oprindeligt oprettet i 1887 som et udstillingscenter hvor lærere kunne komme forbi og se de nyeste undervisningsmidler. Efterhånden blev det også museets opgave at indsamle historiske skolegenstande ligesom en række donationer af bogsamlinger over årene udviklede sig til et bibliotek. I 1929 blev de skolehistoriske genstande udskilt fra bogsamlingen og nedpakket. Igennem de næste 40 år voksede bogsamlingen betydeligt imens de skolehistoriske genstande var pakket ned. I oktober 1995 stiftedes Dansk Skolemuseum (også kaldet Skolemuseet) af Danmarks Lærerforening, Lærerstandens Brandforsikring og Undervisningsministeriet. I 2008 måtte museet lukke grundet økonomiske vanskeligheder. Samlingen gik tilbage til AU Library Emdrup, som med assistance fra Nationalmuseet fik gennemgået og afviklet samlingen i 2016.

## Historie
Kernen i museets samlinger går tilbage til det oprindelige Dansk Skolemuseum, som blev grundlagt i 1887 af overlærer Emil Sauter, der i 1874 var medstifter af Danmarks Lærerforening. Fra begyndelsen var museet styret af et udvalg nedsat af Danmarks Lærerforening, men da Rigsdagen på Finansloven 1888-89 bevilgede en årlig sum på 5.000 kr. gik museet over til at blive statsejet og der blev udnævnt en fast bestyrelse for museet.
Den oprindelige idé med museet var at opbygge en studiesamling af de nyeste undervisningsmidler fra ind- og udland til orientering og inspiration for lærere og skolemyndigheder. Skolemuseet blev oprettet fordi der i slutningen af 1800-tallet var et stigende behov for fornyelse i grundskolen. Undervisningsmaterialer, skolebygninger, læreruddannelse og hygiejne i skolen var utidssvarende og gammeldags. Industrialiseringen krævede unge med viden om samfundsforhold og naturvidenskab fremfor et indgående kendskab til bibelen.
I starten boede museet på Emil Sauters skole i Gladsaxe, men flyttede i løbet af de næste årtier adskillige gange, blandt andet til Stormgade, hvor Nationalmuseet nu ligger. I den periode begyndte museet også at indsamle ældre skolemateriale af mere traditionel museal karakter. I 1920 blev samlingen delt op i en decideret bogsamling og en genstandssamling. Bogsamlingen voksede støt og fik i 1927 status af hovedfagbibliotek for pædagogik og børne- og ungdomspsykologi.
I 1929 skulle museet flytte igen og i den forbindelse blev den historiske samling nedpakket og man skiftede navn til Statens Pædagogiske Studiesamling. I de følgende seks årtier lå størstedelen af museumssamlingen nedpakket på Statens Pædagogiske Studiesamling (oprettet 1934), senere Danmarks Pædagogiske Bibliotek, i dag AU Library, Emdrup.

### Det nye Dansk Skolemuseum
I 1960'erne steg interessen igen for skolehistorie. I 1965 oprettede Danmarks Lærerhøjskole et Institut for Dansk Skolehistorie. I 1966 etablerede man Selskabet for Dansk Skolehistorie, som formidlede forskning i dansk skolehistorie og arbejdede for en generel indsamling af genstande og kilder til skolens historie. I løbet af de næste 20 år blev der i stigende grad arbejdet for etableringen af et nyt Dansk Skolemuseum. Det lykkedes og i 1995 åbnede det nye Dansk Skolemuseum i Rådhusstræde 6, i midten af København, med Keld Grinder-Hansen som museumschef. Skolemuseet skulle som et nationalt, kulturhistorisk museum, varetage indsamling, registrering, bevaring, forskning og formidling af Danmarks uddannelses- og skolehistorie. Samlingen var ejet af Undervisningsministeriet og indeholdt genstande og arkivalier indenfor almen uddannelse, folkeskolen, gymnasiet, højskolen, friskolen, efterskolen, voksenundervisning samt lærer- og pædagoguddannelser, ligesom der var emner om børnekultur og børns vilkår i bredere forstand.
Fra 1995 til 2008 gennemførte det nye museum en lang række udstillinger og bogudgivelser, der belyste en række uddannelseshistoriske emner. Museet havde især mange skoleklasser på besøg, som gerne ville opleve en skoledag 'i gamle dage'. Sideløbende indsamlede museet nye skolehistoriske genstande, som til dels blev varetaget af frivillige. Grundet økonomiske vanskeligheder lukkede Dansk Skolemuseum for publikum 1. august 2008. Samlingerne gik efter Undervisningsministeriets ønske tilbage til Danmarks Pædagogiske Bibliotek (nu: AU Library, Emdrup)

### Endelig nedlukning
Som følge af diskussion om størrelsen af den fortsatte økonomiske bevilling til museet fra især Lærerstandens Brandforsikring, enedes de tre understøttende parter Undervisningsministeriet, Danmarks Lærerforening og førnævnte Lærerstandens Brandforsikring om at afvikle museet ved udgangen af 2008. Den omfattende samling blev pakket ned og opmagasineret. En del af samlingen – hovedsageligt den omfattende samling af anskuelsesbilleder – udskiltes dog ret hurtigt til Danmarks Pædagogiske Bibliotek, senere AU Library, Emdrup, under Danmarks Pædagogiske Universitetsskole (DPU).
I 2016 gennemgik Nationalmuseet samlingen, som bestod af cirka 20-25.000 genstande. De blev tilbudt landets museer, som i alt hjemtog cirka 3.000 genstande. De resterende cirka 23.000 genstande blev først tilbudt til en række uddannelsesinstitutioner og siden til Dansk Røde Kors. De sidste rester blev sendt til destruktion. En video følger Nationalmuseets gennemgang og endelige afvikling af samlingen.
Samlingen af cirka 12.500 anskuelsesbilleder, danske og udenlandske primært fra perioden 1800-1950, var én af Europas største. Samlingerne på Dansk Pædagogisk Bibliotek er nu en del af Aarhus University Library, med navnet AU Library, Emdrup. Et stort antal anskuelsesbilleder er digitaliseret og tilgængelige på bibliotekets hjemmeside.

## Ekstern henvisning
- Wikimedia Commons har flere filer relateret til Dansk Skolemuseum
- Samlingen af anskuelsestavler fra Dansk Skolemuseum http://skolehistorie.au.dk/
- Artikel om Dansk Skolemuseum fra Dagbladet Information

55°40′35.9″N 12°34′26.6″Ø / 55.676639°N 12.574056°Ø